# Zé Biruta
José Carlos Fernandes Chacon, conhecido como Zé Biruta (Nova Granada, 7 de março de 1949), é um político brasileiro. Em 2016, se elegeu pela terceira vez prefeito de Ferraz de Vasconcelos.

## Vida pessoal
Zé Biruta chegou em Ferraz em 1954 com 5 anos de idade e se formou na Escola Estadual Edir do Couto Rosa. Se tornou figura popular em Ferraz de Vasconcelos por promover rodeios e por usar um chapéu de cowboy recebeu o apelido de "Homem do Chapéu". 
Em 2011, foi homenageado pela prefeitura e recebeu a cidadania ferrazense.

## Carreira política
Foi vereador de Ferraz de Vasconcelos em 1972, eleito com 229 votos pelo MDB. 
Após se ausentar por 20 anos de sua vida política retornou em 1992 se candidatando à prefeito de Ferraz e concorrendo com dois ex-prefeitos, Ângelo Castello e Makoto Iguchi pelo extinto Partido Cívico de Desenvolvimento Nacional (PCDN). Levou à Ferraz  em 1992 a Festa do Peão Boiadeiro.
Em 2001 elegeu-se novamente prefeito de Ferraz de Vasconcelos. No ano de 2003 fundou o Complexo Esportivo Gothard Kaesemodel Júnior (apelidado como Birutão), local da cidade onde são recebidos shows da "Festa da Uva".
Em 2012 ficou na segunda colocação com 24 852 votos na eleição municipal. O prefeito eleito foi Acir Filló.
Em 2016 foi eleito novamente prefeito de Ferraz de Vasconcelos com 29 597 votos, em mandato que exerceu de 2017 a 2020. Em 2020 tentou se reeleger Prefeito porém obteve 7.639 votos ficando em quarto lugar.